# Мухитдинова, Амина Фасаховна
Амина Фасаховна Мухитдинова (тат. Әминә Мөхетдинова; 6 сентября 1893, Казань — 26 декабря 1944, Енисейск) — юрист, советский политический деятель.

## Биография
Амина Мухитдинова родилась 6 сентября 1893 года в Казани в семье муллы, затем ставшего учителем. После окончания золотой медалью гимназии поступила в юридический факультет Казанского университета.
В 1919 окончила Казанский университет. После окончания университета была рекомендована в аспирантуру. Но события Октябрьской революции изменили её судьбу. Она вступает в коммунистическую партию и сотрудничает с татарским революционером Муллануром Вахитовым, активно участвует в съездах татарских женщин в Москве и Казани.
В 1919 году назначается старшим политруком мусульманских пехотинских командных курсов в Казани.
В 1920 году работает народным комиссаром юстиции Татарской АССР. В 1922 году назначается прокурором Симферопольских городского и областного ревтрибунала, затем заместителем прокурора главного суда Крымской республики.
В 1928-30 годах — член коллегии Верховного Суда РСФСР.
В 1936 году Амина серьезно заболевает и после длительного лечения в кремлёвской больнице в 43 года становится персональным пенсионером по инвалидности.
20 мая 1938 года репрессирована по Делу «Идель-Уральской организации».
Мухитдинова Амина Фасаховна скончалась 26 декабря 1944 года от сыпного тифа. Похоронили ее в неизвестной могиле, где зарывали умерших, не имевших родственников.
Реабилитирована посмертно.